# Simopone
Simopone is een geslacht van vliesvleugelige insecten van de familie Mieren (Formicidae).

## Soorten
- S. amana Bolton & Fisher, 2012
- S. annettae Kutter, 1976
- S. bakeri Menozzi, 1926
- S. brunnea Bolton & Fisher, 2012
- S. conradti Emery, 1899
- S. consimilis Bolton & Fisher, 2012
- S. chapmani Taylor, 1966
- S. dignita Bolton & Fisher, 2012
- S. dryas Bolton & Fisher, 2012
- S. dux Bolton & Fisher, 2012
- S. elegans Bolton & Fisher, 2012
- S. emeryi Auguste Forel, 1892
- S. fera Bolton & Fisher, 2012
- S. fulvinodis Santschi, 1923
- S. grandidieri Forel, 1891
- S. grandis Santschi, 1923
- S. gressitti Taylor, 1965
- S. inculta Bolton & Fisher, 2012
- S. laevissima Arnold, 1954
- S. latiscapa Bolton & Fisher, 2012
- S. marleyi Arnold, 1915
- S. matthiasi Kutter, 1977
- S. mayri Emery, 1911
- S. merita Bolton & Fisher, 2012
- S. miniflava Bolton & Fisher, 2012
- S. nonnihil Bolton & Fisher, 2012

- S. occulta Bolton & Fisher, 2012
- S. oculata Radchenko, 1993
- S. persculpta Bolton & Fisher, 2012
- S. rabula Bolton & Fisher, 2012
- S. rex Bolton & Fisher, 2012
- S. schoutedeni Santschi, 1923
- S. sicaria Bolton & Fisher, 2012
- S. silens Bolton & Fisher, 2012
- S. trita Bolton & Fisher, 2012
- S. vepres Bolton & Fisher, 2012
- S. victrix Bolton & Fisher, 2012
- S. wilburi Weber, 1949